# آواز نهنگ‌ها

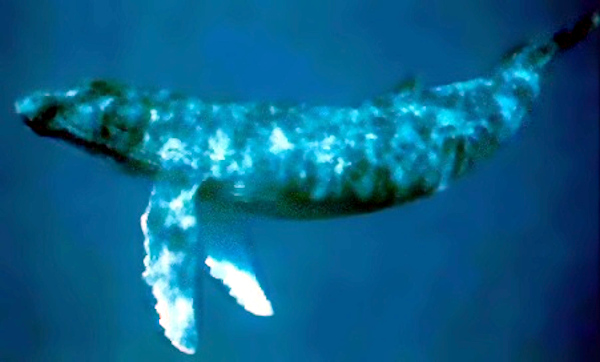
نهنگ گوژپشت شناخته شده‌ترین نهنگ آوازخوان است

آواز نهنگ‌ها صدایی است که نهنگها از خود درمی‌آورند و از آنجایی که این صدا موزون است بدان آواز می‌گویند.
سازوکار این آواز بسیار مشابه دیگر پستانداران دریازی مانند دلفینها و گراز دریایی است. نهنگ‌ها از این آوا برای پیدا کردن جفت خود استفاده می‌کنند و این آوا می‌تواند تا ده‌ها کیلومتر به گوش نهنگ‌های دیگر برسد.